# Swap Meat
A Swap Meat az Odaát című televíziós sorozat ötödik évadának tizenkettedik epizódja.

## Cselekmény
Deanéket egykori bébiszitterjük, Donna és férje hívja segítségül, akiket massachusettsi otthonukban egy kopogószellem terrorizál, egy alkalommal pedig lányukat, Katie-t is megtámadta, és hasába véste a "gyilkos gyermek" feliratot. A fiúk megígérik a családnak, nem lesz semmi baj, és elküldik őket néhány napra, hogy kiűzzék a házból a gonoszt. Kutakodni kezdenek, kinek a szelleme kísérthet a régi házban, és arra a következtetésre jutnak, hogy egy Maggie Briggs nevű boszorkány, akit az 1700-as években egy bizonyos Isaiah Pickett felakasztott saját házának az udvarán – abban a házban, ahol most Donnáék is élnek.
Miután megkajáltak egy büfében, Sam egyedül néz utána Briggsnek, akinek létezésére semmiféle bizonyítékot sem talál, ráadásul, mikor este a szálloda felé tart gyalog, egyszer csak egy nyílvessző fúródik a nyakába, majd eszméletét veszti. Mikor felébred, valami tinédzserféle ruhákban ébred egy bokorban, nem sokkal később pedig egy rendőrautó lassít mellette, és a benne ülő rendőr betessékeli az autóba, mondván, már a szülei nagyon aggódnak miatta. Sam néhány percen belül ráébred, hogy egy Gary Finkel nevű tinédzser testében van, ezek után pedig kénytelen elviselni a fiú szüleit, akik nagyon meglepődnek gyermekük különös viselkedése miatt. Másutt, Gary Sam testében visszatér a motelbe, és miután kidobálta Dean összes mobilját, a fiú mellé szegődik. Dean picit furcsállja öccsét, aki többek közt, majdnem összetöri az Impalát, és furán viselkedik, beszél. Mikor Dean beszélni kezd Maggie Briggsről, Gary elmondja neki, hogy a legenda nem igaz, valójában a nő terhes volt, miután pedig Pickett megölte, a pincében ásta el. A két fiú így kiássa az alagsorban lévő maradványokat, és a kísértet ugyan megjelenik és Deanre támad, Gary felégeti maradványait, így a szellem megsemmisül. Ez idő alatt Sam több üzenetet is hagy Dean telefonjain, és maga próbálja kinyomozni, mi állhat a testcsere hátterében. Átkutatva Gary iskolai szekrényét, egy fekete mágiával foglalkozó könyvet talál, ám mikor továbbállna, két iskolatársa, Nora és Trevor egy nyílvesszővel ismét elkábítják.
A megkötözött Samet Trevor házába viszik -akinek szülei elutaztak-, ahonnan felhívják az éppen női társaságát élvező Gary barátjukat, és megparancsolják neki, végezzen Deannel. Gary ugyan ezt az éj leple alatt a motelben meg is tenné, Dean azonban leleplezi, és leüti. Nora időközben elmeséli Samnek, hogy mikor Gary, Trevor és ő gyakorolták a fekete mágiát, egy alkalommal Gary transzba esett, és a túlvilágról olyan információt szerzett, miszerint a démonok vérdíjat tűztek ki Dean Winchester fejére, ráadásul noha nem valami nagy művész, lerajzolta a fiú arcképét. Trevor úgy gondolja, eljött az ideje, hogy a fivéreket átadják a démonoknak, így megidéz egyet, ami Nora testét szállja meg. A gonosz megköszöni a segítségét Trevornak, ám az jutalmat követel, mire a démon megöli, majd Deanék motelszobájába megy, ahol a fiú éppen Gary-t faggatja. Miután Deant padlóra küldte, a fiatalnak megígéri, igazi boszorkány válhat belőle, előtte azonban még találkoznia kell a főnökkel, Luciferrel. Gary ezt már nem akarja, így felülkerekedik félelmén, és démonűző latin szavakat kezd harsogni, és Deannel együtt, közösen kiűzik a gonoszt Nora testéből.
Miután a mágiával Sam és Gary is visszanyerték eredeti testüket, Winchesterék hazaviszik a két fiatalt, majd Sam elmondja Gary-nek, becsülje meg családját és ne legyen sátánista, ugyanis igazán remek élete van, ráadásul Norának is eléggé tetszik. A tinik távozása után, Sam kijelenti, nem gondolta komolyan mondandóját, a srácnak ennél rosszabb sora már nem is lehetne. Dean pedig örül, hogy visszakapta öcsikéjét, aki mindig lehalkíttatja vele a bömbölő rockzenéjét...

## Természetfeletti lények

### Maggie Briggs szelleme
Maggie Briggs egy 1700-as években élt boszorkány volt, akit a legenda szerint egy bizonyos Isaiah Pickett felakasztott saját háza udvarán. Valójában azonban Briggs törvénytelen gyermeket várt, így Pickett nem felkötötte, hanem megölte, majd elásta háza pincéjében, a nő kísértete pedig azóta ott kísért, és bosszúra szomjazik. Végezni vele maradványai felégetésével lehet.

### Démon
A démonokat a folklórban, mitológiában és a vallásban egyaránt olyan természetfeletti lényként, gonosz szellemként írják le, melyeket meg lehet idézni, és irányítani is lehet. Közeledtüket általában elektromos zavarok jelzik, maguk mögött pedig ként hagynak.

### Szellem
A szellem egy olyan elhunyt ember lelke, ki különös halált halt, és lelke azóta az élők közt kísért, általában egy olyan helyen, mely fontos volt az illetőnek földi életében. Szellemekből sokféle létezik: kopogószellem, bosszúálló szellem, vagy olyan ómen, mely figyelmezteti az embereket egy közelgő veszélyre.

## Időpontok és helyszínek
- 2010. eleje – Housatonic, Massachusetts

## Zenék
- Bob Seger – Rock and Roll Never Forgets

## Külső hivatkozások
- Supernatural-Swap Meat az Internet Movie Database oldalon (angolul)